# Stosunki polsko-tajwańskie

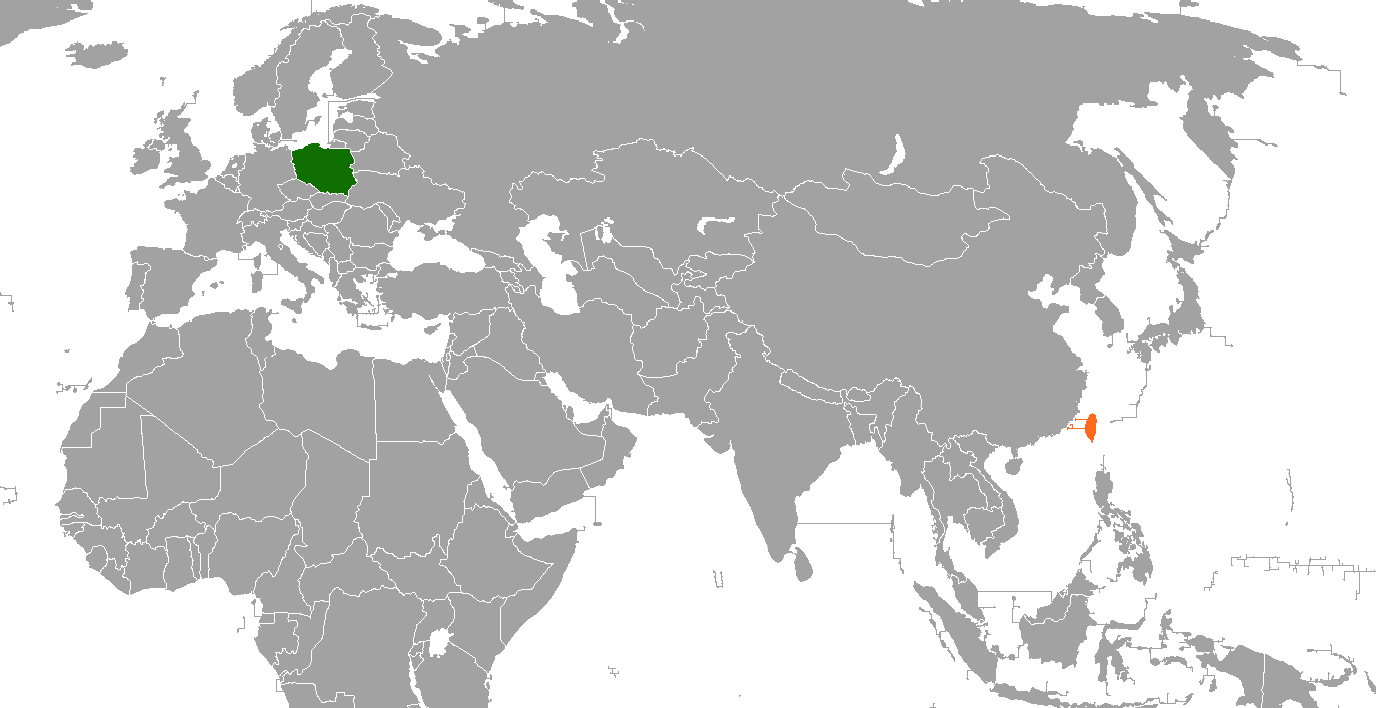
Polska zaznaczona kolorem zielonym oraz Tajwan zaznaczony kolorem pomarańczowym na mapie

Zgodnie z zasadą jednych Chin, Polska nie uznaje formalnie państwowości Tajwanu (Republiki Chińskiej). Oba kraje utrzymują jednak od lat 90. coraz bardziej ożywione kontakty na poziomie agencji rządowych, grup parlamentarnych i quasi-dyplomatyczne. Zarówno Polska, jak i Tajwan są reprezentowane przez biura przedstawicielskie, zajmujące się dyplomacją gospodarczą i kulturalną oraz pełniące funkcje konsularne (ich pracownicy są dyplomatami).

## Stosunki z Republiką Chińską do 1949
Republika Chińska uznała niepodległość Polski 27 marca 1920. Jednak już od 1919 w Chinach istniały polskie konsulaty w Szanghaju i w Harbinie. Od 1922 w Harbinie mieściła się Delegatura RP (od 1931 ponownie konsulat, od 1932 w Mandżukuo, od 1936 do 1941 roku konsulat generalny (Polska uznawała niepodległość Mandżukuo w latach 1938–1941)). W marcu 1929 otwarto Poselstwo RP w Nankinie – ówczesnej stolicy Chin. W 1937, po wkroczeniu do Nankinu Japończyków, siedzibę poselstwa przeniesiono do Chongqingu, gdzie udał się chiński rząd.
Po zwycięstwie komunistów w chińskiej wojnie domowej w 1949 rząd PRL 5 października tego roku za legalne władze Chin uznał rząd nowo proklamowanej Chińskiej Republiki Ludowej. 

## Relacje nieoficjalne od 1989
W 1995 powstało Warszawskie Biuro Handlowe w Tajpej, w 2018 przekształcone w Biuro Polskie w Tajpej. W 1992 powstało natomiast Biuro Gospodarcze i Kulturalne Tajpej w Warszawie, w 2018 przekształcone w Biuro Przedstawicielskie Tajpej w Polsce. Obie instytucje zajmują się promocją handlu i inwestycji, działalnością konsularną oraz promocją kulturalną, naukową i edukacyjną. Od 1998 w Warszawie funkcjonuje również przedstawicielstwo Tajwańskiej Rady Rozwoju Handlu Zagranicznego, którego regularnie organizuje tajwańskie misje handlowe do Polski. Polska Agencja Inwestycji i Handlu natomiast otworzyła swoje przedstawicielstwo w Tajwanie w 2018.
W 2006 w polskim Sejmie V kadencji powołano po raz pierwszy Polsko-Tajwański Zespół Parlamentarny.
W 2020 Polska rozpoczęła współpracę z Tajwanem w sprawach karnych. 17 czerwca 2020 w Tajpej podpisane zostało porozumienie między Biurem Polskim w Tajpej a Biurem Przedstawicielskim Tajpej w Polsce dotyczące współpracy w sprawach karnych. Porozumienie obejmuje współpracę w pięciu obszarach: wzajemnej pomocy prawnej, ekstradycji, przekazywania osób skazanych, udzielania informacji o prawie i praktyce jego stosowania oraz udzielania informacji dotyczących ścigania i zapobiegania przestępstwom. 28 stycznia 2021 prezydent Andrzej Duda podpisał wdrażającą to porozumienie ustawę z 16 grudnia 2020. Współpraca ma opierać się na zasadach poszanowania praw człowieka i rządów prawa. Jest to pierwsze takie porozumienie między Tajwanem a państwem europejskim.